# Carl Lehmann (Politiker)

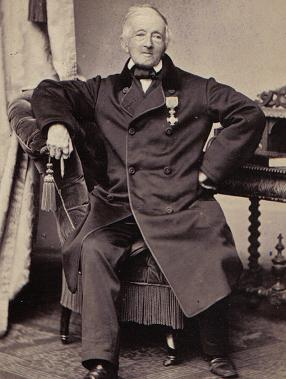
Carl Lehmann

Carl Lehmann (* 30. November 1786 in Frankenthal; † 4. Mai 1870 ebenda) war ein pfälzischer Finanzbeamter. Er war von 1835 bis 1868, mit Ausnahme einer zweijährigen Amtsenthebung, Bürgermeister der Stadt Frankenthal und Mitglied des pfälzischen Landraths.

## Leben
Lehmann war Sohn des Schulmeisters Johann Georg Lehmann (1744–1817) und dessen zweiter Frau Elisabeth Margarete Happel (1767–1814). Sein Halbbruder war der Dürkheimer Pfarrer Wilhelm Lehmann, der Vater des Historikers Johann Georg Lehmann.
Lehmann war in den 1820er Jahren als Rentmeister in seiner Heimatstadt tätig. Im Jahr 1832 wurde er als Nachfolger von Johann Anton Salmon königlich-bayerischer Hypothekenbewahrer, der ranghöchste Beamte im Gerichtsbezirk Frankenthal. Im folgenden Jahr nahm er als Geschworener am Assisenprozess in Landau gegen Wirth, Siebenpfeiffer, Pistor und andere teil. Drei Jahre später wurde Lehmann erstmals zum Bürgermeister gewählt. In das erste Jahr seiner Amtszeit fällt die Gründung der Frankenthaler Sparkasse. Lehmann, der in den beengten Verhältnissen des protestantischen Knäbleinschulhauses aufgewachsen war, setzte sich besonders für die Verbesserung der Schulsituation ein. Im Jahr 1838 wurden die vier Schulhäuser in der Stadt verkauft und ein Gemeinschaftsschulhaus in der Kirchenstraße eröffnet. Dem pfälzischen Landrath gehörte Lehmann in den 1840er Jahren an.
In den Revolutionsjahren 1848 und 1849 verhielt sich Lehmann königstreu. Sein Schwiegersohn Julius Bettinger gründete 1848 den Frankenthaler Volksverein und wurde zum Hauptmann der Bürgerwehr gewählt. Lehmanns Stellvertreter, der erste Adjunkt Carl Alexander Spatz zog in die Frankfurter Nationalversammlung ein und vertrat dort die Kantone Frankenthal, Grünstadt und Mutterstadt. Am 5. Mai 1849 rief der Demokratische Verein der Stadt zur Volksbewaffnung auf. Der Stadtrat stimmte der Bildung eines Kantonsausschusses zur Verteidigung der Reichsverfassung und einer Volkswehr zu. Kommandant wurde Glockengießer Georg Hamm. Lehmann scheiterte mit dem Versuch, eine bürgerliche Schutzwehr aufzustellen.
Auf dem Höhepunkt der Reaktionszeit in Bayern wurde Lehmann 1853 auf „allerhöchste“ Anordnung seines Bürgermeisteramtes enthoben und durch den Notar Johann Georg Neumayer (1784–1858) abgelöst. Lehmann wurde wegen der revolutionären Verstrickung seiner Kinder Emma und Friedrich „mangelnde Kinderzucht“ vorgeworfen. Seine jüngste Tochter Emma war Verlobte des Rechtskandidaten Daniel Hertle, der im Mai 1849 als „Civilcommissär“ das Amt des revolutionären Landrats in Homburg übernommen hatte. Hertle wurde wegen Hochverrats angeklagt und in Abwesenheit zum Tod verurteilt. Der einzige Sohn Friedrich Lehmann hatte „aus moralischer Verpflichtung“ am Pfälzischen Aufstand als Mitglied einer Studentenlegion teilgenommen und das demütigende Verfahren einer Amnestie abgelehnt.
Nach zweieinhalb Jahren löste Lehmann 1856 wieder Neumayer als Bürgermeister ab. Bis 1868, seinem 82. Lebensjahr, lenkte er die Geschicke der Stadt. Am 5. Juli 1866 wurde bekannt gegeben, dass der Hypothekenbewahrer und königliche Rath Lehmann „in Anerkennung seiner langjährigen, treuen und ersprießlichen Dienstleistungen in den erbetenen definitiven Ruhestand“ treten dürfe. Unter Lehmanns Vorsitz beschloss der Frankenthaler Stadtrat im Februar 1862 die Gründung einer Gasfabrik. Die private Aktiengesellschaft Frankenthaler Gas-Anstalt, an der die Stadt die Hälfte der Anteile hielt, wurde nach Ablauf von zwanzig Jahren in die Stadtwerke umgewandelt.

## Familie
Lehmann heiratete Barbara Schuck (1789–1866), die aus einer Rotgerberfamilie stammte. Das Paar hatte vier Töchter und einen Sohn: Anna Barbara, verheiratet mit dem Notar Johann Salmon, Cornelia (1812–1886), verheiratet mit dem Speyerer Regierungs- und Konsistorialdirektor Wilhelm (von) Bettinger, Clementine (1815–1891), verehelicht mit dem Arzt und Direktor der Kreis-Kranken- und Pflegeanstalt Frankenthal Julius Bettinger. Nachdem das Todesurteil an ihrem Verlobten Daniel Hertle 1856 rechtskräftig geworden war, heiratete Emma (1827–1867) in diesem Jahr den Arzt Wilhelm Zöller (1826–1901), der 1887 Nachfolger von Julius Bettinger wurde. Der Sohn Friedrich Lehmann (1825–1905) studierte mit seinem Freund Peter Fries Medizin in Montpellier. Er wurde Assistent an der Universitätsklinik Zürich und heiratete Friederike Spatz (1835–1911), Halbschwester von Carl Alexander Spatz und Nichte Fries’. Erzieher ihrer drei Söhne Karl Bernhard, Wilhelm Ludwig und Julius Friedrich Lehmann wurde der Revolutionär Friedrich Beust.
Die fünf erstgeborenen Enkel Lehmanns erhielten jeweils den Vornamen Carl bzw. Karl. Enkelinnen waren mit Carl Johann von Krazeisen, Julius Lange und Max von Seydel verheiratet. Der Schweizer Zoologe Fritz Erich Lehmann war ein Enkel, der Radrennfahrer und Erfinder Julius Bettinger ein Urenkel.